# Пляма (персонаж)
Пляма (англ. Spot), справжнє ім'я — Джонатан Онн (англ. Jonathan Ohnn) — вигаданий персонаж, суперлиходій з коміксів американського видавництва Marvel Comics. З'являється в якості ворога Людини-павука або Шибайголови. Дебютував на сторінках коміксу The Spectacular Spider-Man #97 у грудні 1984 року, у наступному ж випуску отримав свою суперсилу — здатність створювати портали навкруги і всередині себе, що виглядають схожими на плями. 

## Історія публікацій
Уперше персонаж з'явився у The Spectacular Spider-Man #97 (грудень 1984) за авторством Ела Мілґрома та Герба Трімпа.

## Вигадана біографія
Як учений, що працює на Кінгпіна, доктор Джонатан Онн займався відтворюванням рівня радіації, аналогічного супергероєві на ім'я Плащ, щоб знайти спосіб імітувати його суперздібності. Працюючи пізно однієї ночі, йому вдалося створити чорний круглий портал. Тим не менш, порція використаної електроенергії стала настільки великою, що вимкнуло світло по всьому місті, що змусило портал мерехтіти і дестабілізуватися. Побоюючись втратити єдину в житті можливість, Онн вступив у нього. Шок від переходу призвів до втрати свідомості доктора.
Прийшовши до тями Онн опинився нерухомим в іншому вимірі, що за його припущенням вважався тим, з якого черпає свої сили Плащ. Натомість вимір виявився зовсім іншим, де є і світло, і пітьма (у Плаща ж тільки темрява). Доктора оточила велика кількість порталів, проте, роблячи рухи плавання, він знайшов той, що привів його сюди та повернувся у наш вимір.
Коли Онн повернувся в лабораторію, його тіло зазнало радикальної трансформації. Портали з іншого виміру прилягали до шкіри, покриваючи Джонатана чорними плямами з голови до ніг. Зрозумівши, що плями — це космічні деформації, здатні до телепортації, він почав думати, що може використовувати їх для перемоги у бою. Коли Людина-павук та Чорна Кішка прийшли протистояти Кінгпіну, Джонатан Онн з'явився перед ними і почав називати себе Плямою. Людина-павук впав з даху, сміючись над цим прізвиськом. Пляма переміг в першому бою і попередив героїв залишити Кінгпіна у спокої. Пізніше він програв другу битву з Людиною-павуком, тому що його обдурили кидати занадто багато його плям як зброю, і недостатньо триматися, щоб захистити себе.
Пізніше Пляма, разом з іншими суперлиходіями Гіббоном, Грізлі та Кенгуру, сформував короткотривалу команду під назвою Загін помсти Людині-павукові, який був більш відомий як Легіон лузерів. Це об'єднання розпалося, коли Людина-павук перемістив Пляму і Кенгуру до в'язниці за пограбування банків, а Грізлі та Гіббон покинули групу, бо не погоджувались з більш нещадним підходом своїх товаришів по команді.
Опісля Пляма був захоплений організацією під назвою Ґідеон Траст, його змусили відкрити портал до Негативної зони. Ґідеон Траст сподівалися дослідити та використовувати природні ресурси цього виміру для власних цілей, але зазнали поразки від рук Фантастичної четвірки.
Пізніше Пляма допоміг Могильнику вирватися з в'язниці максимальної безпеки. У якості  подяки, Могильник зламав Плямі шию.
Незважаючи на це, він знову з’явився живим через кілька місяців і домовився про зустріч зі Слейдом. Обидва були засмучені повідомленнями про схоплення або вбивство Гідрою маловідомих суперлиходіїв. Коли Пляма приїхав, його і Слейда швидко перемогла Електра, якій промили мозок. Потім вони були відроджені організацією Рука з метою залучення їх до армії суперлюдей Гідри для штурму гелікерієра Щ.И.Т., однак Пляма був вивезений Росомахою під час атаки.
Пляма повернувся у коміксі Громадянська війна: Військові злочини, де він був прийнятий на роботу в складі армії суперлиходіїв Кувалди. Однак, сили Залізної людини та Щ.И.Т. атакували їх. Залишилась невідомою участь Плямі в тій події — або Пляма знаходився у в'язниці з іншими лиходіями, або якось врятувався, або став жертвою набігу.
Пляма з'явився в MODOK's 11 у складі команди, організованої однойменним лиходієм для викрадення зброї (або джерела живлення) під назвою Гіпернова. У книзі інтелект Плями зведений до того, що він хвалиться тим, що колись зазнав поразки від Людини-павука.
У сюжетній арці «Brand New Day» коміксу The Amazing Spider-Man Пляма є відвідувачем Бару Без Імені.
Пляма згодом повертається у The Amazing Spider-Man. Його син отримав поранення і зараз перебуває в комі після стрілянини. Джонатан починає мститись злочинцям, убиваючи членів російської мафії.
Під час сюжетної лінії «Темне правління» Пляма є одним з небагатьох лиходіїв, які приєдналися до злочинного синдикату Каптура. Пізніше з'ясувалося, що він служив у якості крота для Містера Негатива (суперлиходія зі здібностями, що походять з Темної Сили), щоб виконати обіцянку убити злочинну родину Меггі, за що Онн буде вилікуваний.
Під час сюжетної лінії «Походження видів» Пляма приєднується до команди Доктора Восьминога, який обіцяє кожному члену винагороду в обмін на те, що вони принесуть йому певні предмети. Після того, як Хамелеон викрав дитину Лілі Холлістер, Людина-павук атакував будь-яких лиходіїв. Таким чином поліція затримала Пляму, Діабло і Овердрайва, яких Спайді зав'язав у павутину.
Пізніше Пляма співпрацював з чоловіком, щоб викрасти маленьку дівчинку з весілля мафіозної родини, але їхні плани зірвав Шибайголова. Тоді Джонатана було захоплено, а його сили скопіював Койот, посіпака невідомої фігури, що бажала розправитись з Шибайголовою.
Бумеранг і Сова приймають Пляму до складу Зловісної Шістнадцятки, зібраної, щоб відволікти сили Хамелеона, поки Бумеранг обкрадає його.
Пляма був серед лиходіїв, яких бачили в Барі Без Імені, коли Чорна Кішка намагалася набрати групу. Вони відмовилися через її приналежність до Електро. Після того, як Чорну Кішку знешкодили Людина-павук та Шовк, Пляма й інші лиходії все-таки приєдналися до групи Кішки, бо хотіли, аби вона очолила їх.
Допомагаючи Дзвонареві втекти із в'язниці, Пляма під час війни з бандами бився з Білим Кроликом, потім напав на музей, де він був переможений Людиною-павуком та Людиною-павуком 2099.
У рамках перезапуску Marvel NOW!, Пляма викрав Джессіку Джонс, вдаривши її об фургон.
Пізніше Пляма став членом Зловісної шістки, яку очолював Аарон Девіс у перефарбованій версії броні «Залізний павук». Він супроводжував групу в їх місії з викрадення виведеного з ладу гелікерієра Щ.И.Т.
Під час сюжетної лінії «Війни нескінченності» Пляма супроводжував Турка Баррета до його зустрічі з Дозором Вічності у Центральному парку.

## Сили та здібності
Використовуючи свої космічні сили, Пляма може миттєво переміщати себе або будь-яку частину свого тіла з однієї точки в іншу на теоретично необмежену відстань через інший вимір, названий Плямосвіт (англ. Spotworld). Цей зв'язок із Плямосвітом, ймовірно, пояснює безліч відроджень, які зазнав персонаж за свою історію.
Пляма може контролювати і маніпулювати плямами майже в будь-якій бажаній мірі. Він може розширити або зменшити їх до будь-якого розміру, або об'єднати кілька плям, щоб утворити одну велику. Плями не впливають на гравітацію і їх можна розмістити проти поверхні або залишити підвішеними на повітрі. Його кращим способом атаки є оточення противника численними плямами, що дозволяє йому ударити з несподіваних кутів на великі відстані. Це виявилося дуже ефективним проти Людини-павука, оскільки його павуче чуття не здатне виявити атаки з іншого виміру. Коли Пляма перекинув Людину-павука через пляму і він з'явився занадто близько до стіни, щоб ухилитися. Однак для Шибайголови, який також має надлюдські рефлекси, цей трюк не працює, оскільки його радіо- і ехолокація могли легко виявити телепортаційну енергію всередині плям. Джонатан також може переміщати плями на своєму тілі, щоб захистити себе від фізичної атаки, розташувавши плями на місці удару ворога.
Зосереджуючись, він навчився повертатися до своєї людської зовнішності. Роблячи це, плями зливалися, утворюючи одну велику чорну порожнечу в грудях, хоча це легко прикрити одягом.

## Альтернативні версії
Пляма, як і більшість персонажів Marvel, має свої версії в інших всесвітах.

### Marvel Zombies: Dead Days
У цьому коміксі Пляма зображений на борту гелікеріера Щ.И.Т., разом з іншими героями, що пережили епідемію зомбі-вірусу.

### Ultimate Marvel
Версія Плями з Ultimate-всесвіту (Земля-1610) з'явилися в Ultimate Spider-Man #111. Про нього мало що відомо, окрім імені (Френк). Також він працював у Roxxon Industries, де аварія стала причиною появи в нього суперсил. Він має схожі здібності зі своїм колегою Землі-616, вміючи використовувати «плями» на своєму тілі для атаки ворога на далекій дистанції. Після сутички з Людиною-павуком його заарештували. Основна відмінність зовнішнього вигляду між версією Ultimate та оригінальною полягає в тому, що плями знаходяться навколо його тіла, рухаючись як лавова лампа замість того, щоб залишатись фіксованими на тілі.

### Spider-Man: Renew Your Vows
У всесвіті, де шлюб Пітера Паркера і Мері Джейн Вотсон не був розірваний (вперше показаний у «Таємних війнах» 2015 року) Пляма є одним з небагатьох героїв, що зберегли свої сили після пришестя Тирануса — безсмертного суперлиходія, який поглинав чужі надздібності для боротьби з Імператором Думом. Хоча Пляма і зміг втекти, він, очевидно, втратив частину сил, тому що на його тілі є помітні «прогалини», де раніше були плями, а при кожному використанні сил втрачається одна пляма. Не зважаючи на це, Пляма втратив одну задля порятунку сім'ї Людини-павука, а іншу для того, щоб полегшити битву Піщаної людини з Тиранусом.

## Поза коміксами

### Мультсеріали
- Олівер Мюрхед озвучив Пляму у мультсеріалі «Людина-павук» 1994 року. Уперше персонаж з'являється в епізоді «Пляма» третього сезону. За сюжетом колись він був працівником у Тоні Старка, а пізніше був найнятий Кінгпіном, на службі в якого під час експериментів він і отримав надприродні сили. Пляма також має любовний інтерес — доктора Сільвію Лопес (озвучила Ванда де Джесус). Унаслідок його дій у лабораторії з'являється величезний портал, що міг би поглинути Землю, починаючи з Нью-Йорка. Людина-павук об'єднався з Кінгпіном, Лопес і Онном, щоб зупинити це. Врешті-решт Джонатана і Лопес затягує в портал і вони більше не з'явились у мультсеріалі, проте їхні винаходи були використані наступними лиходіями, такими як Гобґоблін і Зелений гоблін. Камео альтернативної версії Плями на ім'я Доктор Он з всесвіту Павука-Карніджа відбулось у серії «Я дійсно, дійсно, дійсно ненавиджу клонів» п'ятого сезону.
- Пляма з'являється у епізодах «Виклик поганих хлопців. Частина 2» і «Повністю новий день» мультсеріалу «Людина-павук» 2017 року від Disney XD. Персонажа озвучив Кріспін Фрімен.